# Dent d'ours
Vous lisez un « bon article » labellisé en 2020.
Dent d’ours est une série de bandes dessinées francophone créée en 2013 par Alain Henriet (dessin), Yann (scénario) et Usagi (couleurs). Prépubliée à partir du numéro 3903 du périodique Spirou, la série est éditée par Dupuis dans sa collection Grand Public. Elle compte six épisodes divisés en deux cycles de trois albums chacun.
C'est une série d'espionnage et de fiction historique qui se déroule à la fin de la Seconde Guerre mondiale (1944 et 1945). Un thème récurrent de l'album est l'aviation au cours de la guerre et particulièrement la place de celle-ci dans la recherche nazie autour des « armes miracles » (Wunderwaffen), armes censées inverser le cours de la guerre,. La série est marquée par un ancrage historique fort, les auteurs s'appuyant sur une solide documentation historique.
Ainsi, de nombreux personnages historiques forment l'arrière-plan de l'histoire centrée sur trois amis d'enfance : Hanna, Max et Werner. Grandissant dans les années 1930 et confrontés à la montée du nazisme, mais unis par leur passion pour l'aviation, les trois jeunes gens suivent une trajectoire différente lors des années précédant la guerre et du conflit lui-même : Max est juif et persécuté par les nazis, Hanna combat pour le Troisième Reich et Werner pour les États-Unis, d'abord dans l'aéronautique navale puis dans les services secrets.
La série reçoit un accueil critique favorable, la presse spécialisée mettant en avant le suspense et les dessins.

## Univers

### Cadre du récit
L'amitié de Max, Hanna et Werner se construit durant l'entre-deux-guerres, pendant la montée du nazisme en Europe. Le récit principal commence en octobre 1944 et la suite de l'histoire a pour cadre la fin de la Seconde Guerre mondiale. Ainsi, le récit s'ancre historiquement en suivant la chronologie historique, faisant référence à des événements authentiques et à des personnages historiques,.
Dent d'ours est une série ayant pour thème l'aviation lors de la Seconde Guerre mondiale. La série fait référence à de nombreux avions historiques et des prototypes de l'époque.

### Synopsis introductif
Dans l'entre-deux-guerres, en Silésie, trois jeunes amis — Hanna, Max et Werner — sont unis par leur passion pour l'aviation. Ils jouent à faire voler des modèles réduits de planeurs et des fusées artisanales et rêvent de devenir un jour pilotes d'avion. Mais un point les sépare : Hanna et Werner sont allemands de « race aryenne », alors que Max est polonais et juif.

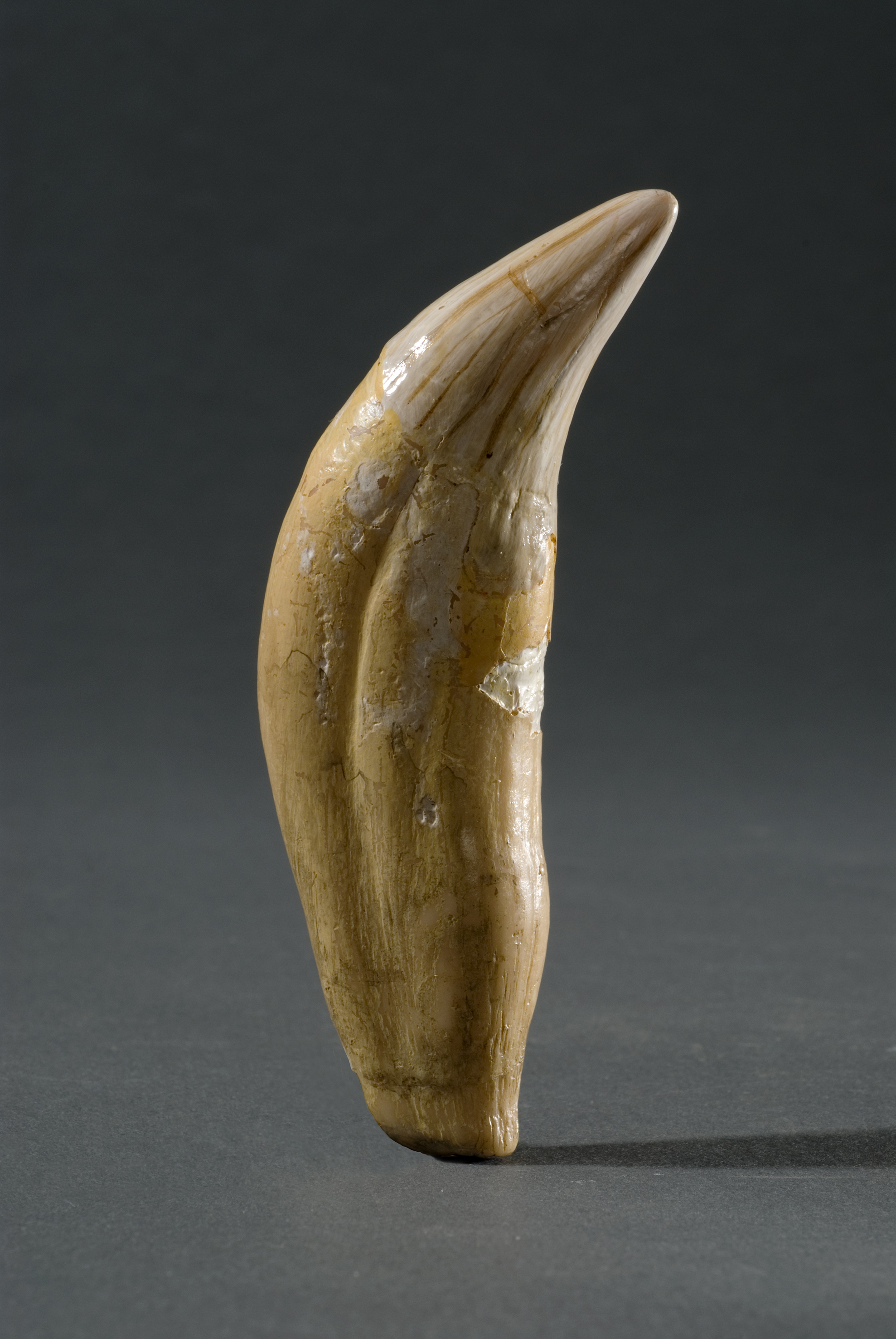
Dent d'ours des cavernes.

Entraînés par l'intrépide Hanna, dont les garçons sont secrètement amoureux,,, ils escaladent une montagne et découvrent une grotte où se pratiquaient des rituels païens autour d'un crâne d'ours des cavernes auquel il manque une canine. Les enfants arrachent les trois canines restantes et se les partagent comme gage de fidélité éternelle. Ils porteront chacun leur dent en pendentif autour du cou, d'où le titre de la série.
Mais leurs différences et les événements historiques éloignent les trois amis : les nazis du Troisième Reich organisent des cours d'aviation gratuits pour leurs jeunes membres. Ainsi, Hanna et Werner s'engagent dans les Jeunesses hitlériennes pour pouvoir en bénéficier, ce qui indigne Max,. Remarqué par Adolf Galland, Werner devient rapidement un champion d'aviation fêté par la propagande nazie pour ses records.
La situation se dégrade pour les Juifs et le magasin du père de Max est vandalisé par de jeunes nazis. Il décide donc d'émigrer avec son fils aux États-Unis chez son frère. Sur la route du départ, ils sont arrêtés par des membres des Jeunesses hitlériennes qui finissent par abattre le père et qui blessent mortellement Max. Werner se porte au secours de son ami et tue son assassin. Pour échapper aux représailles, et à la demande de son camarade mourant, Werner prend les papiers et l'identité de Max pour fuir aux États-Unis. En effet les deux amis se ressemblent physiquement, ils sont blonds, ils ont le même âge et Max n'a jamais rencontré son oncle. Le seul détail qui pourrait confondre Werner est que Max a perdu deux doigts lors d'un essai raté de fusée artisanale quelques années auparavant. Alors Werner se coupe les mêmes doigts pour arriver aux États-Unis avec ce signe particulier.
Quelques années plus tard, « Max » (Werner) a la nationalité américaine et s'est engagé dans l'aviation de la United States Navy. Lors de sa première mission de combat dans le Pacifique, il parvient à abattre un appareil japonais qui tentait d'attaquer son porte-avions. À l'issue de sa mission, le porte-avions rentre aux États-Unis ; mais au lieu de la permission qu'il espérait, « Max » est arrêté par la sécurité militaire et emprisonné dans une base aérienne reculée. Il est accusé d'être un espion nazi, les autorités ayant fait le lien avec des photos de Werner publiées avant-guerre dans la presse nazie. Passé à tabac par les gardes dans la nuit, menacé du peloton d'exécution, « Max » est innocenté par ses interrogateurs grâce à ses doigts manquants. Cependant, il ne peut refuser la mission secrète que le colonel Donovan, dirigeant d'un service de renseignement, lui confie : retourner en Europe occupée par les nazis, et assassiner son amie d'enfance Hanna, qui est devenue pilote d'essai pour le Troisième Reich,,.
Alors que la guerre touche à sa fin, Hanna s'est vu confier une ultime mission : détruire New York grâce à une bombe radioactive secrètement développée par le Reich. La difficulté principale est la mise au point d'un bombardier disposant d'un rayon d'action suffisant pour traverser l'océan Atlantique. Deux projets sont alors en concurrence : celui de la Luftwaffe, une aile volante géante Horten Ho 229 baptisée Amerika Bomber, et celui de la SS, le Silbervogel. Pour les équipes des deux projets, c'est une course contre la montre pour faire voler leur aéronef avant le concurrent, et avant l'effondrement total du Reich. Du côté allié, à la veille de la guerre froide, une course contre la montre s'engage entre Américains et Soviétiques pour mettre la main sur les ingénieurs et sur les avancées techniques allemandes aux dépens du camp adverse,.

## Personnages

### Principaux personnages

#### Hanna Reitsch

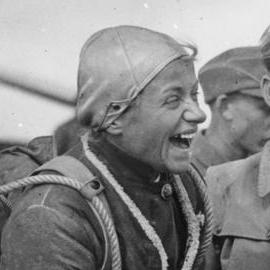
Hanna Reitsch en 1936 à 24 ans. Dans la série, Hanna est plus jeune.

Hanna Reitsch est un personnage historique, aviatrice et capitaine de la Luftwaffe (aviation de guerre allemande). De même que dans la fiction, Hanna naît en Silésie. Le personnage historique est né en 1912, alors que dans la série, Hanna est plus jeune. Dans le premier tome de l'œuvre, Hanna fait référence au record de durée de vol en planeur féminin, avec un temps de 5 heures 30 minutes, attribué à sa cousine. Historiquement, c'est Hanna elle-même qui réalise ce record en 1932. La première scène du troisième tome s'inspire également de faits réels : Hanna Reitsch parvient à poser son avion dans Berlin assiégé le 26 avril 1945 alors que le pilote principal et futur commandant de la Luftwaffe, Robert von Greim, est touché à la cuisse par la DCA soviétique,. De même, dans le sixième tome, un déporté reconnaît Hanna pour avoir assisté à la démonstration en vol de l'hélicoptère bi-rotor Focke-Wulf Fw 61, qu'elle avait faite à la Deutschlandhalle en février 1938,.
Dans la série, le personnage de Hanna est présenté comme une fille intrépide, sportive, jolie, blonde aux yeux bleus, de type aryen. Excellente pilote, elle est représentée comme redoutable et glaciale. Le personnage n'est pas présenté comme antisémite, ainsi Hanna adhère au parti nazi pour avoir l'autorisation de continuer à voler avec son ami Werner, restant sourde aux avertissements de Max sur les actions des nazis. Influencée par l'idéologie nazie et la lecture de Mein Kampf dans sa jeunesse, Hanna encourage Max à fuir le pays. Elle est également « écœurée » lorsque Hitler lui confirme en avril 1945 l'existence de la « solution finale » et de la volonté d'extermination des Juifs,. Cependant, elle maintient sa volonté de mener sa mission jusqu'au bout pour « sauver l'Allemagne du chaos », elle reste ainsi fidèle à sa patrie et continue la guerre,,.
Historiquement, la relation d'Hanna Reitsch avec le parti nazi reste sujet de débat. L'amie d'Hanna Reitsch, la résistante et journaliste française Yvonne Pagniez, déclare à sa mort dans le journal Le Monde qu'elle « n'a jamais été nazie » malgré les fausses accusations portées contre elle. L'engagement d'Hanna était « strictement militaire » et ses motivations d'ordre patriotique. Elle déclare : « J'ai le souci de ne point laisser ternir l'image d'une femme exceptionnelle par son héroïsme, par sa maîtrise de l'air, mais plus encore par sa valeur morale et la pureté de sa foi chrétienne. »
Le titre du deuxième tome porte son nom.

#### Werner Königsberg
Ami d'enfance de Max et Hanna, il est allemand comme la seconde. Sans conviction politique et pour assouvir sa passion de l'aviation, Werner s'engage dans les Jeunesses hitlériennes qui organisent une initiation aéronautique. Cet engagement met de la distance entre lui et Max. Remarqué par Adolf Galland, Werner devient rapidement un champion d'aviation fêté pour ses records et il reçoit les honneurs de la presse de propagande nazie. La montée des exactions des nazis contre les juifs (la boutique du père de Max est saccagée) le rapproche de Max, car Werner prend la défense de son ami lorsque celui-ci est agressé par ses camarades des Jeunesses hitlériennes. Lorsque les nazis tuent le père de Max et blessent ce dernier durant une confrontation, Werner n'a pas d'autre choix que de tuer un des nazis pour protéger son ami. Max, mourant, ordonne à celui-ci de prendre son identité et de fuir aux États-Unis chez son oncle pour échapper aux probables représailles. Werner accepte, se sectionne les quatrième et cinquième doigts de la main gauche et prend l'identité de Max avant de s'enfuir en Amérique. Il émigre donc en 1935 à Philadelphie aux États-Unis chez l'oncle de Max. Là, il apprend à piloter et s'engage en 1941, à la suite de l'attaque de Pearl Harbor par les Japonais, dans l'US Navy et combat dans le Pacifique. En octobre 1944, au début de la série, il est arrêté par la police militaire et est contraint de s'engager dans les services de renseignement, l'OSS (Office of Strategic Services) pour ne pas être fusillé comme espion nazi.
Le titre du troisième tome porte son nom.

#### Max Kurtzman
Surnommé « le Polak », Max est un Polonais d'origine juive. En raison de cela, il ne peut suivre ses amis lorsque ces derniers s'inscrivent dans les Jeunesses hitlériennes qui donnent accès aux aéro-clubs. En 1932, à l'âge de 10 ans, il est victime d'un accident en jouant avec une fusée. Il perd les quatrième et cinquième doigts de la main gauche. Fuyant la persécution des Juifs par les nazis, il est grièvement blessé au cours d'une altercation avec deux d'entre eux. Agonisant, il demande à son défenseur, Werner, de le laisser mourir, de prendre son identité et de s'enfuir aux États-Unis chez son oncle qui ne l'a jamais rencontré : les deux amis possèdent une grande ressemblance physique.
Attiré par les coups de feu, Erich von Holst, qui se trouvait dans les environs de manière fortuite, sauve Max. Frappé d'amnésie, ce dernier devient, sous le nom de Wazka (libellule en français), l'assistant de von Holst qui l'aide à réaliser ses projets. Une confrontation avec un souvenir d'enfance et sa rencontre avec Werner à la fin de la guerre l'aident à retrouver la mémoire.
Le titre du premier tome porte son nom.

### Personnages secondaires
Pour marquer l'ancrage historique de la série, les auteurs utilisent des personnages historiques qui interviennent dans la fiction.
Plusieurs personnages se battent pour le Troisième Reich, dans la Luftwaffe. Parmi eux, Adolf Galland qui est un as de l'aviation allemande. Inspecteur général de la chasse, il combat les Alliés jusqu'à la fin de la guerre avec une poignée de pilotes et d'avions à réaction. La période où se déroule l'intrigue correspond au chapitre final de son autobiographie. Dans la série, il est amoureux d'Hanna. Les frères Reimar et Walter Horten sont des ingénieurs aéronautiques allemands, précurseurs des ailes volantes. Ils conçoivent pour l'armée allemande toute une série d'avions sans empennage ni fuselage, dont le biréacteur Horten Ho 229. Le bombardier géant Horten Ho XVIII B qui doit réaliser l'opération Amerika Bomber est resté au stade de prototype dans la réalité. Dans la fiction, Hanna et Werner réalisent des vols d'essais. Robert von Greim, commandant en chef de la Luftwaffe à partir d'avril 1945, apparaît au début du troisième tome.
En parallèle des projets de la Luftwaffe, les SS réalisent également un projet pour continuer la guerre. Dans la série, l'officier général Hans Kammler est responsable du projet Silbervogel. Ce programme est mené par une équipe de scientifiques et d'ingénieurs, dont Eugen Sänger et sa femme Irene Sänger-Bredt. Ils sont aidés par le scientifique Erich von Holst, spécialiste du comportement animal. Dans la série, ses études sur le vol des libellules, débutées avant la guerre, lui permettent de réaliser un drone miniature volant de la même façon. Dans la réalité, il a effectivement étudié le vol des insectes mais n'a jamais travaillé pour les nazis. L'officier supérieur Otto Skorzeny est maître en « opérations spéciales ».
Dans le camp des Alliés, le colonel Donovan (dit « Wild Bill ») dirige l'Office of Strategic Services (OSS), les services de renseignement des États-Unis. Pour contrecarrer les projets allemands, il confie une mission à Werner, qui doit s'infiltrer dans le camp allemand avec, entre autres, l'aide du résistant polonais Tadeusz Chciuk (dit « Marek Celt ») de l'Armia Krajowa (AK). Le colonel Donovan cherche ensuite à s'emparer des ingénieurs et scientifiques allemands aux dépens de ses alliés soviétiques, afin de profiter de leurs travaux en prévision de la guerre froide à venir (opération Paperclip). Ces derniers tentent d'en faire de même. Joseph Staline confie alors cette mission à son fils Vassili Djougachvili,.

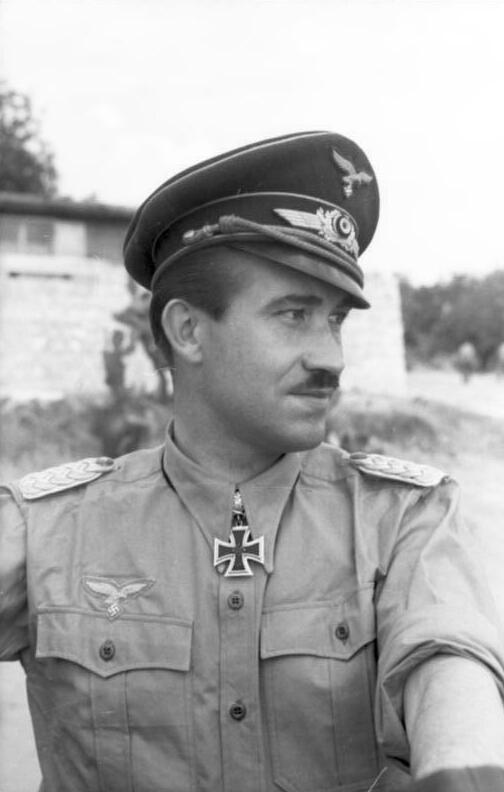
Adolf Galland, pilote de la Luftwaffe.
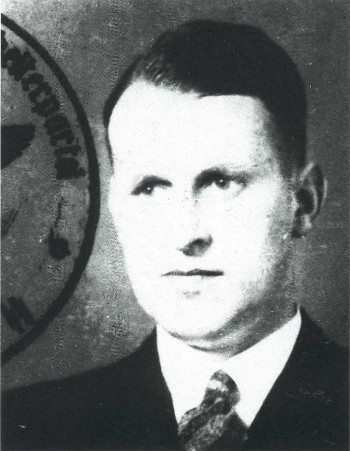
Hans Kammler, officier général SS.
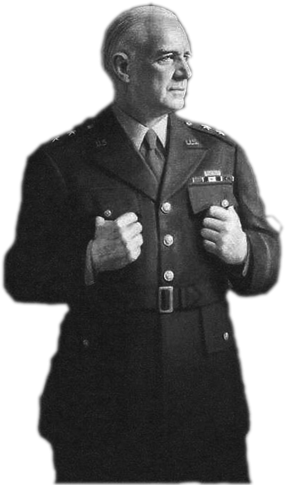
William Joseph Donovan, dirigeant de l'OSS.

## Historique

### Création
En 2009, le scénariste Yann propose au dessinateur Alain Henriet de reprendre, pour la maison d'édition Dupuis, la bande dessinée d'aviation Les Aventures de Buck Danny. En avril 2013, Henriet explique les motivations de Yann dans le choix de sa personne pour ce projet : « Il avait aimé mon travail sur Damoclès, et plus particulièrement l’aspect technique de mon encrage pour les véhicules, et le côté pinceau, très années cinquante, de mon travail sur les personnages ». Le projet n'aboutira pas et le duo, pour sa première collaboration, se lance dans une nouvelle série, Dent d'ours. D'abord publié dans le périodique Spirou à partir du 30 janvier 2013, le premier tome, « Max » est ensuite publié intégralement aux éditions Dupuis, en mai de la même année. Usagi, la femme d'Henriet, réalise les couleurs de la bande dessinée.

### Série
La série est constituée de deux cycles de trois tomes chacun. Le nombre de tomes était initialement de deux, mais la série ayant reçu un bon accueil et le scénario de Yann s'enrichissant, il est passé à trois pour former le premier cycle. L'histoire se conclut finalement sur un second cycle de trois tomes, achevé en septembre 2018. Les tomes du premier cycle ont pour titre les prénoms des trois amis, leurs couvertures les représentent enfants. Les albums du second cycle ont pour titre des projets d'armes « miracles » du Reich, les personnages sont représentés à l'âge adulte.

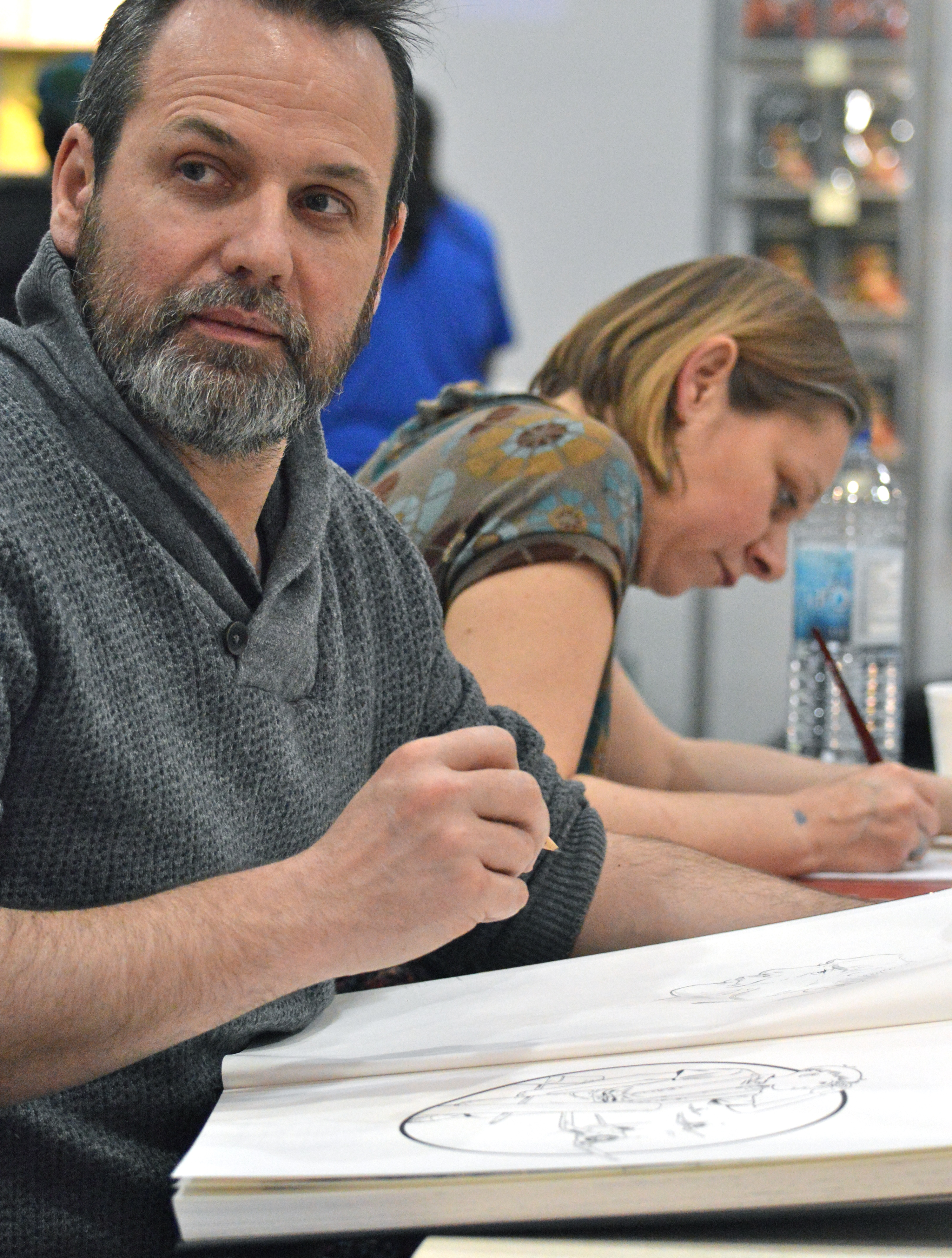
Alain Henriet et sa femme Usagi réalisent respectivement les dessins et les couleurs de la série.

### Style artistique
Une des caractéristiques du scénario de Yann est qu'il est constitué de multiples flashbacks entre l'enfance d'Hanna, Max et Werner et leurs aventures au cours de la guerre. Il est également composé de nombreux rebondissements tout au long de la série, dans l'objectif de maintenir un suspense et de surprendre le lecteur. Par ailleurs, le récit ne peut pas être catégorisé comme une uchronie car l'histoire n'est pas réécrite ou modifiée, le scénariste joue entre fiction et faits authentiques.
Dans son dessin, Alain Henriet insiste particulièrement sur l'aviation et sur le mouvement lors des combats aériens. Lors de la publication du second cycle (tome 4), il déclare avoir fait évoluer son dessin en travaillant particulièrement sur les visages des personnages. Au début de la série, il a été contraint de refaire les dessins des visages des enfants car ceux-ci ne convenaient pas à l'éditeur ; une étape qu'il juge « déterminante » dans l'évolution de ses dessins.
Pour les couleurs, les auteurs se sont mis d'accord sur le fait qu'elles ne devaient pas être trop vives pour rester réalistes, mais pas trop ternes pour ne pas être trop sombres. Max et Werner sont, dans le scénario, deux personnages se ressemblant. La distinction entre les deux s'est dès lors effectuée par la différence de couleurs. Les flashbacks restent dans le même ton que l'ensemble de l'album, évitant le jaune sépia classiquement utilisé pour ce style d'écriture, la distinction se faisant ainsi par le texte.

### Ancrage historique et documentation
Bien que le scénario de la série soit une fiction, le cadre de la série est historique. Ainsi, les auteurs ont dû utiliser une documentation importante sur le sujet et faire appel à des spécialistes de la période historique,.
Pour cela, il existe de nombreuses références à des faits historiques tels que les dates, les lieux, les personnages, les événements ou encore les avions et prototypes d'avions,. Certains dialogues et expressions sont ainsi écrits dans la langue d'origine des personnages.

## Réception

### Critiques
La série reçoit, dans l'ensemble, un accueil critique favorable qui met en avant son suspense, le cadre réaliste dans lequel évoluent les personnages. Le travail d'Alain Henriet est également salué.

#### Scénario
Le fanzine Auracan qualifie le premier album de « remarquable » et écrit au sujet du scénario de la série, notamment du second tome, qu'il « peut paraitre relativement simple » mais demeure « efficace et parfaitement construit ». Les rebondissements du troisième tome apportent une « résonance différente » à la série et apportent une « dimension humaine » qui « la différencie définitivement de nombre de BD aéronautiques ». Le scénario possède un « long suspense, sans faiblesse » dans le dernier tome de la série qui finit « en apothéose ».
Le site internet spécialisé Ligne Claire souligne le travail de Yann qui met en scène des personnages charismatiques ou atypiques qui évoluent dans une histoire mouvementée, complète, surprenante et pleine de rebondissements,.
Le site BD Gest' met en exergue la bonne transition entre flashbacks et action principale, une bonne description de l'ambiance délétère du nazisme sur la jeunesse, donnant à l'histoire une dimension réaliste et angoissante. En revanche, il critique la maturité surprenante des enfants et une lecture un peu confuse dans le quatrième tome,.
Le webzine Actua BD critique l'écriture de dialogues en langue originale, qui « rend la lecture de certaines planches assez laborieuse ». Par ailleurs, il décrit la « naïveté de certains dialogues et le manque de profondeur psychologique des personnages » lors de la publication du second tome.

#### Dessins et couleurs
Pour le fanzine Auracan, le dessin d'Alain Henriet dans Hanna s'inscrit dans la lignée du premier tome démontrant une « impressionnante évolution du dessin » de l'auteur, qui parvient à offrir une reconstitution historique minutieuse et détaillée, notamment pour ses dessins d'aviation et des personnages « campés avec finesse et élégance ». Le fanzine note par ailleurs que le dessin « mûri depuis le début ». Auracan salue également les surprises et l'inventivité des couleurs d'Usagi. Le fanzine met en avant la révélation du talent et l'élégance du dessin d'Alain Henriet. Au sujet de la documentation historique, le fanzine souligne, à l'occasion de la sortie du cinquième tome, l'intérêt de ce travail de précision dans les dessins d'Henriet, mais qui devient parfois « envahissant » dans le scénario de Yann.
Dès la sortie du premier tome, le site Ligne Claire salue le travail de Alain Henriet, caractérisé comme « ligne claire, un peu dans la lignée Marvano et de Berthet, des références » et qui continue à évoluer dans ce sens tout au long de la série. Le site place ainsi Henriet « parmi les meilleurs auteurs réalistes ». Finalement, le site déclare que Dent d'ours dans son ensemble est une « très bonne série parmi les meilleures de chez Dupuis ».
Au niveau du dessin, le site BD Gest' reconnaît le talent d'Henriet pour les scènes d'aviation, mais souligne particulièrement « l'excellent jeu d'atmosphères entre passé et présent [où le dessinateur] tire vraiment son épingle du jeu » « style rétro qui rappelle, par moments, Pierre Joubert ou Mitacq », mettant en avant le côté innocent des enfants, et qui tranche avec les années de guerre où les faciès sont plus marqués et les mines plus graves. Le site regrette en revanche les couleurs trop lourdes d'Usagi dont il présente la palette comme « très riche, mais également très lourde, celle-ci estompant même une grande partie de l'élégance et de la légèreté du trait d'Henriet ». Au rythme de l'évolution de la série, BD Gest' parle d'un style de dessin qui reste en continuité « de sa ligne claire, avec des traits précis, des visages séduisants » et salue cette fois la chaleureuse couleur d'Usagi qui tranche avec la noirceur des plans préparés par les antagonistes.

### Prix et récompenses
La série reçoit trois prix, décernés pour la publication du premier album, Max :
- prix Saint-Michel du meilleur scénario, 2013[34] ;
- prix BD pilotes de chasse des Ardennes, 2013[35] ;
- prix BD des collégiens au festival international de la bande dessinée d'Angoulême, 2014[36].

## Publication

### Périodiques
La série est prépubliée dans le périodique Spirou à partir du numéro 3903, datant du 30 janvier 2013. La publication de chacun des six tomes est précédée par une prépublication dans Spirou. Cette prépublication permet une bonne diffusion de la série.
| Année | Titre          | Début   | Fin     |
| 2013  | Max            | no 3903 | no 3908 |
| 2014  | Hanna          | no 3964 | no 3969 |
| 2015  | Werner         | no 4014 | no 4022 |
| 2016  | Amerika bomber | no 4070 | no 4075 |
| 2017  | Eva            | no 4126 | no 4131 |
| 2018  | Silbervogel    | no 4188 | no 4196 |
| ----- | -------------- | ------- | ------- |

### Albums

#### Série originale
La série est composée de six albums publiés entre le 3 mai 2013 et le 28 septembre 2018 dans un format de 320 par 240 millimètres, aux éditions Dupuis (collection « Grand Public ») :
1. Max, 2013, 48 p.[8] ;
2. Hanna, 2014, 48 p.[39] ;
3. Werner, 2015, 48 p.[40] ;
4. Amerika bomber, 2016, 48 p.[41] ;
5. Eva, 2017, 56 p.[42] ;
6. Silbervogel, 2018, 64 p.[43].

#### Hors-série
Les éditions Dupuis publient en novembre 2018 un hors-série qui reprend l'intégralité des flashbacks de la série, soit l'enfance des protagonistes :
- Le Secret du dieu Ours, 2018, 56 p. (ISBN 979-1-03-473304-0).

#### Intégrales
- Éditions Dupuis :
  - Intégrale Cycle 1 (reprend les tomes 1 à 3), 176 planches, 2016 (ISBN 978-2-8001-6737-4)[45],
  - Intégrale Cycle 2 (reprend les tomes 4 à 6), 184 planches, 2019 (ISBN 979-1-0347-4553-1)[46].
- Khani éditions proposent deux versions intégrales, une par cycle, dans un grand format (310 × 410 mm) avec un dos toilé, des couvertures, des intercalaires inédits ainsi que des ex-libris en couleurs et en tirage limité :
  - Intégrale 1 (reprend les tomes 1 à 3), 2015, 152 pages  (ISBN 978-2-87571-020-8)[47],
  - Intégrale 2 (reprend les tomes 4 à 6), 2018, 168 pages  (ISBN 978-2-87571-039-0)[48].

### Traductions étrangères
La série est traduite en néerlandais sous le titre de « Berentand » et en anglais sous le titre de « Bear's tooth ».